# J. Joseph Smith

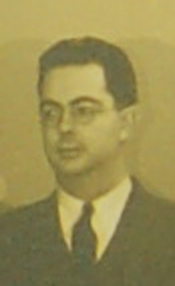
J. Joseph Smith

John Joseph Smith (* 25. Januar 1904 in Waterbury, Connecticut; † 16. Februar 1980 ebenda) war ein US-amerikanischer Jurist und Politiker. Zwischen 1935 und 1941 vertrat er den Bundesstaat Connecticut im US-Repräsentantenhaus.

## Werdegang
John Joseph Smith besuchte die öffentlichen Schulen seiner Heimat und studierte danach bis 1925 an der Yale University. Nach einem Jurastudium an dieser Universität und seiner im Jahr 1927 erfolgten Zulassung als Rechtsanwalt begann er in Waterbury in seinem neuen Beruf zu praktizieren. Zwischen 1925 und 1935 war er auch Mitglied der Reserve der Feldartillerie. Politisch wurde er Mitglied der Demokratischen Partei.
Bei den Kongresswahlen des Jahres 1934 wurde Smith im fünften Wahlbezirk von Connecticut in das US-Repräsentantenhaus in Washington, D.C. gewählt. Dort trat er am 3. Januar 1935 die Nachfolge des Republikaners Edward W. Goss an. Nach drei Wiederwahlen verblieb er bis zu seinem Rücktritt am 4. November 1941 im Kongress. In dieser Zeit wurden viele der New-Deal-Gesetze der Bundesregierung unter Präsident Franklin D. Roosevelt im Kongress verabschiedet.
Smiths Rücktritt erfolgte, weil er zum Richter am Bundesbezirksgericht für Connecticut ernannt worden war. Dieses Amt bekleidete er bis 1960. Zwischen 1960 und 1971 war Smith Richter am Bundesberufungsgericht für den zweiten Gerichtskreis. Er starb am 16. Februar 1980 in seinem Geburtsort Waterbury.